# Cryptolabis phallostena
Cryptolabis phallostena är en tvåvingeart som beskrevs av Alexander 1968. Cryptolabis phallostena ingår i släktet Cryptolabis och familjen småharkrankar. Inga underarter finns listade i Catalogue of Life.